# Убийцы из космоса
«Убийцы из космоса» (англ. Killers from Space), также известен под названием «Человек, который спас Землю» (англ. The Man Who Saved the Earth) — американский чёрно-белый независимый научно-фантастический фильм ужасов 1954 года.

## Сюжет
Доктор Дуглас Мартин — учёный, ядерный физик, работающий на испытаниях атомных бомб. Во время сбора аэрофотоснимков о взрыве в местечке Соледад-Флэтс он теряет контроль над своим самолётом и терпит крушение. Удивительно, но он выжил, не имеет ранений, и возвращается на базу, не помня случившегося, а на груди у него появился странный шрам. В госпитале на базе Мартин ведет себя так странно, что командование вызывает ФБР, думая, что он может быть самозванцем. В конце концов с него снимают подозрения, но приказывают взять небольшой отпуск, но Мартин протестует, так как проект в самом разгаре, и он хочет работать.
Когда без его ведома проводится очередное атомное испытание, Мартин крадёт данные о нём, возвращается в Соледад-Флэтс и кладёт информацию под камень. Агент ФБР следует за ним, но Мартину удаётся ускользнуть от него, однако доктор разбивает свою машину. В итоге, Мартин снова в госпитале, и на этот раз ему дают «сыворотку правды». Находясь под её воздействием, Мартин рассказывает, что его держали в плену космические пришельцы во главе с неким Денабом на их подземной базе. Инопланетяне внешне похожи на людей,отличаются лишь гигантскими глазами навыкате; они прибыли с планеты Астрон Дельта, которой правит Тала. Они оживили его тело, когда он насмерть разбился в авиакатастрофе.
Инопланетяне планируют уничтожить человечество гигантскими насекомыми и рептилиями, выращенными с помощью радиации, которую они собирают на этих ядерных испытаниях. Мартин догадывается, что инопланетяне используют украденную энергию электросети для управления своим мощным оборудованием. Пришельцы стирают его память и гипнотизируют, чтобы он собирал и передавал им информацию об атомных испытаниях.
Агент ФБР Бриггс и командир базы полковник Бэнкс с недоверием относятся к этой невероятной истории и решают просто оставить Мартина взаперти в госпитале. Тем не менее, лечащий врач говорит, что Мартин искренне верит, что то, что он им сказал, — правда. Совершив вычисления с помощью логарифмической линейки, Мартин определяет, что если он отключит питание Соледад-Флэтс всего на десять секунд, это создаст перегрузку в сети и выведет оборудование пришельцев из строя. Поэтому он сбегает из госпиталя и отправляется на близлежащую электростанцию, где заставляет техника отключить электричество. Действительно, через десять секунд база пришельцев разрушается в результате мощного взрыва; Земля спасена от завоевания.

## В ролях
В порядке указания в титрах
- Питер Грейвс — доктор Дуглас Мартин, учёный, ядерный физик
- Джеймс Сиэй — полковник Бэнкс, командир военной базы
- Стив Пендлтон[англ.] — Бриггс, агент ФБР
- Фрэнк Герстл[англ.] — доктор Курт Крюгер[2]
- Джон Фредерик — Денеб, главарь инопланетян / Тала, правитель планеты Астрон Дельта[3]
- Барбара Бестар — Эллен Мартин
- Шепард Менкен[англ.] — майор Клифт[4]
- Джек Дэли — охранник энергоблока
- Рон Гэнс[англ.] — сержант Пауэрс, часовой
- Бен Уэлден[англ.] — пилот «Дегтярной малышки 2»
- Бёрт Уэнленд — сержант Бандеро
- Лестер Дорр — дежурный по станции
- Роберт Рорк — охранник
- Рут Беннетт — мисс Винсент, секретарша
- Марк Скотт[англ.] — рассказчик

В титрах не указаны
- Рой Энджел — полицейский диспетчер
- Коулмен Фрэнсис — сотрудник электростанции, отвечающий на телефон

## Производство и показ

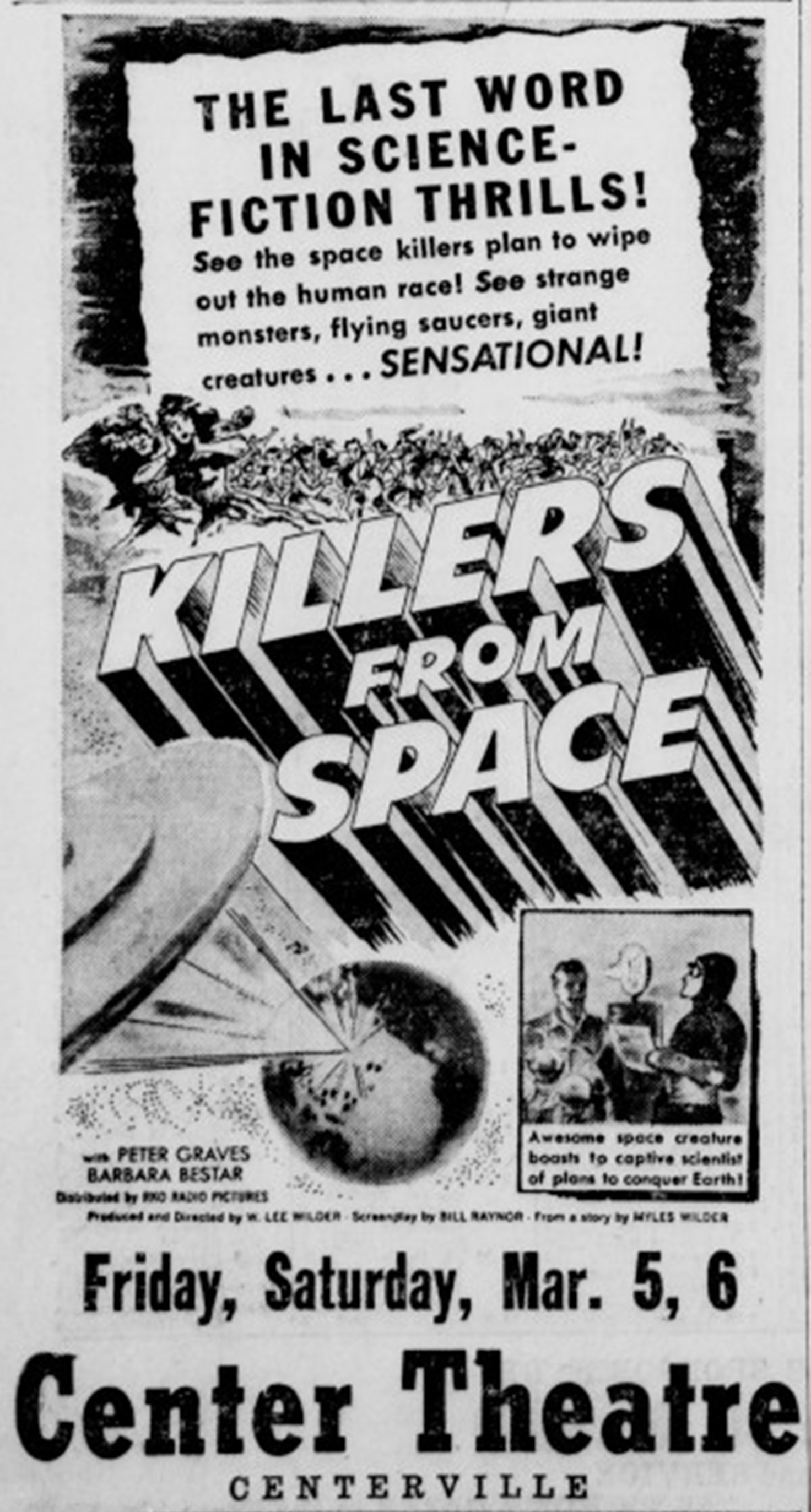
Рекламная афиша во Фримонте, март 1954

Фильм под рабочим названием «Человек, который спас Землю» был снят за две недели в первой половине июля 1953 года. Пещерное убежище инопланетян было снято в каньоне Бронсон (Лос-Анджелес).
В связи с низким бюджетом «Убийцы из космоса» считаются малобюджетным фильмом категории B. 
За образ инопланетян в фильме отвечал художник-гримёр Гарри Томас. Ему было поручено сделать для них большие глаза, только как можно дешевле, поскольку стеклянные глаза стоили бы слишком дорого. Нуждаясь в идее, он нашел её, заглянув в свой холодильник: пластиковые лотки для яиц, верхнюю часть которых он использовал, разрезав нагретой отвёрткой. Затем он вырезал небольшие отверстия с помощью той же отвёртки. Из-за нехватки времени он не закончил полностью работу, которую ему хотелось бы сделать, например, заклеить стенки ватой.
Инопланетный город с летающими аппаратами, который Денеб показывает Мартину, — это подземный марсианский город из фильма «Полёт на Марс» (1951).
Премьера фильма состоялась 23 января 1954 года в США. 12 января 1956 года картина впервые была показана в кинотеатрах Мексики.

## Критика
Кинообозреватель Томас Скальцо: «„Убийцы из космоса“ — это приятное, хотя и медленное развлечение в жанре научной фантастики / ужасов, и если эти убийцы из космоса каким-то образом нашли способ прекратить свое нытьё достаточно долго, чтобы заняться настоящим убийством, то сочетание Питера Грейвса, насекомых-мутантов и амфибий, ощутимой атмосферы атомного страха 50-х годов и режиссёрских усилий брата Билли Уайлдера было бы достаточно, чтобы продвинуть фильм в верхний эшелон ранних основ научной фантастики».
В 2006 году скептик доктор Аарон Сакулич отметил сходство между фильмом и многими историями о похищении инопланетянами, которые впервые появятся более десяти лет спустя, такими как медицинское обследование, проведённое инопланетянами, странный шрам главного героя, стирание его памяти, гигантские глаза инопланетян и их способ управления разумом.
В 2007 году комедийное трио «Съёмочная группа» (Билл Корбетт, Кевин Мёрфи и Майкл Нельсон) высмеяла фильм целиком. В 2019 году они пересмотрели ленту опять с новыми комментариями под баннером RiffTrax.